# XBIZ Award

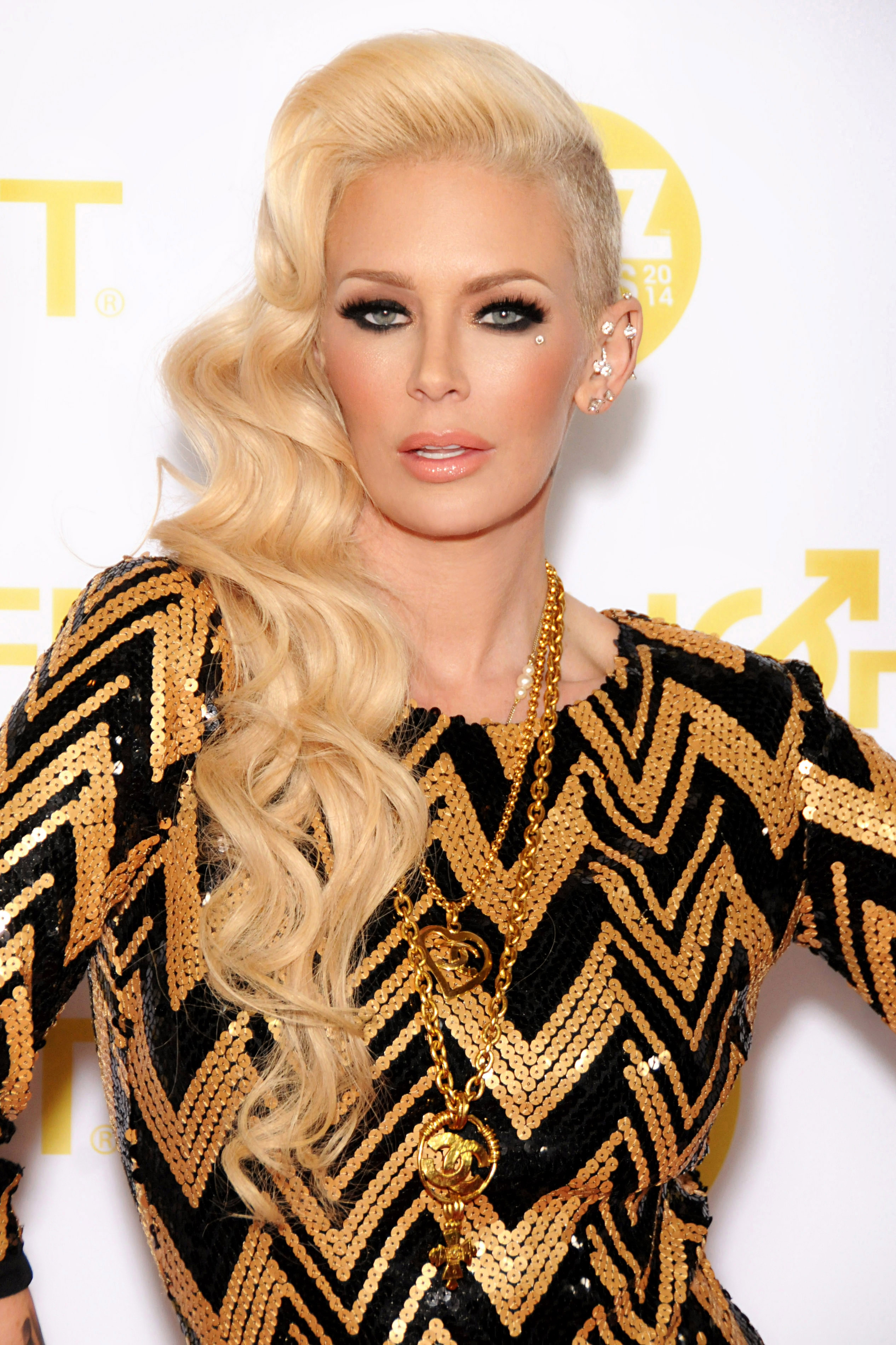
Jenna Jameson no XBIZ Award de 2014

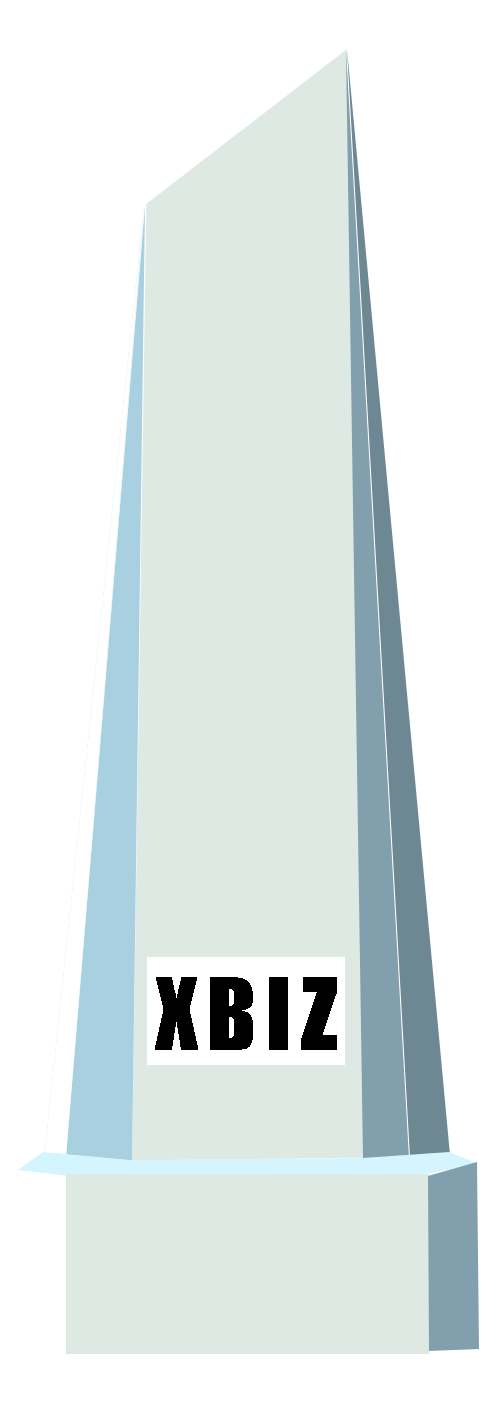

XBIZ Award são prêmios concedidos anualmente para homenagear os "indivíduos, empresas, artistas e produtos que desempenham um papel essencial no crescimento e sucesso do entretenimento adulto". Organizado pela revista especializada da indústria adulta XBIZ, os prêmios foram entregues pela primeira vez em 2003. As candidaturas ao prêmio são apresentadas pelos clientes, e os vencedores são escolhidos por funcionários da XBIZ, colegas da indústria e das organizações participantes. Os prêmios foram criados para reconhecer as realizações da indústria adulta online, mas nos últimos anos as categorias de vídeo foram adicionadas.

## Achievement in Movie Production
- 2008: Paul Thomas

## Acting Performance (Male)
- 2010: Evan Stone, This ain’t Star Trek, (Hustler Video)

## Adult Site
- 2007: TheBestPorn.com

## Advocate
- 2006: Greg Piccionelli

## Affiliate Network
- 2007: SilverCash

## Affiliate Program
- 2003: Platinum Bucks
- 2004: Adult Revenue Service
- 2005: SilverCash
- 2006: SilverCash
- 2007: Lightspeed Cash
- 2008: TopBucks
- 2009: Brazzers
- 2010: Pimproll

## ASACP Service Recognition
ASACP no título refere-se a Association of Sites Advocating Child Protection.
- 2007: Greg Piccionelli
- 2009: Stormy Daniels, Tera Patrick e Evan Seinfeld
- 2010: Joel Hall, (Epoch)

## Billing Company
- 2003: CCBill
- 2004: Epoch
- 2005: Epoch
- 2006: CCBill
- 2009: CCBill

### Alternative
- 2006: 2000Charge
- 2007: Password by Phone
- 2008: Verotel
- 2009: Global Exchange Billing
- 2010: Webbilling

### Merch Acct.
- 2007: Netbilling
- 2008: Netbilling

### IPSP
- 2007: Epoch
- 2008: CCBill
- 2010: GTBill

### Merchant Services
- 2010: Netbilling

## Business Development
- 2008: Silvercash
- 2009: Sexentertain

## Business Excellence
- 2008: PlatinumBucks

## Businessman
- 2006: Joe Lensman (Adult.com)
- 2007: Kevin Ho (TopBucks/Pink Visual)
- 2009: Ben Jelloun (Metro)

## Businesswoman
- 2006: Jenna Jameson
- 2007: Samantha Lewis
- 2010: Allison Vivas, Pink Visual/ TopBucks

## Content Provider
- 2003: Matrix Content
- 2004: Video Secrets
- 2005: Matrix Content
- 2006: Webmaster Central
- 2007: World Wide Content

### Content Broker
- 2008: World Wide Content
- 2009: World Wide Content

### Content Feed Provider
- 2008: Webmaster Central

### Content Licensor
- 2010: Platinum Feeds

## Crossover Female Star
- 2008: Stormy Daniels
- 2009: Tera Patrick
- 2010: Sasha Grey

## Crossover Male Star
- 2008: Evan Seinfeld

## Crossover Move
- 2007: Joanna Angel

## Dating Program
- 2007: IWantU
- 2008: Eroticy
- 2009: Dating Gold
- 2010: Adult Friend Finder

## Design Company
- 2003: Wyldesites
- 2004: Wyldesites
- 2005: Dickmans Design
- 2006: Wyldesites
- 2007: Wyldesites

## Design Studio
- 2008: Dickmans Design
- 2009: Dickmans Design
- 2010: Blue Design Studios

## Director of the Year -  Body of Work
- 2009: Belladonna
- 2010: Axel Braun

## Director of the Year - Individual Work
- 2009: Will Ryder- Not Bewitched XXX  (X-Play /Adam & Eve)
- 2010: Brad Armstrong, 2040, Wicked Pictures

## Emerging Company
- 2006: SunnyDollars

### Emerging Affiliate Program
- 2008: Hush Money
- 2009: FUC
- 2009: Triple 10 Vault
- 2010: Cash Dorado

### Emerging Studio
- 2007: Jules Jordan
- 2008: Harmony Films

### Emerging Web Company
- 2007: Traffic Gigolos
- 2008: TrafficDude

## Erotica Preservation
- 2009: VCX

## Executive Leadership
- 2009: Michael Klein (LFP Inc.)
- 2010: Mark Franks (Castle Megastore)

## Excellence in Alternative Erotica
- 2010: Colin Rowntree, (Wasteland.com)

## Excellence in Progressive Erotica
- 2010: Andrew Blake

## Feature Director
- 2008: Dcypher

## Feature Movie
- 2008: Upload (SexZ Pictures)
- 2010: The 8th Day (Adam & Eve Pictures)

## FSC Award
- 2010: Girlfriends Films

## FSC Leadership
- 2009: Kink.com

## FSC Netizen
- 2007: Hotmovies

## GLBT Awards
GLBT no título se refere a gays, lésbicas, bissexuais e transexuais.

### GLBT Web Company of the Year
- 2009 Maleflixxx.tv[4]

- 2010: Buddy Profits

### Company
- 2005: Cybersocket
- 2006: Cybersocket
- 2007: Cybersocket
- 2008: PrideBucks
- 2009: Cybersocket

### Director
- 2008: Michael Lucas & Tony Dimarco
- 2009: Chris Ward, Ben Leon & Tony Dimarco
- 2010: Steven Scarborough

### Feature Movie
- 2008: Link: The Evolution (Channel 1 Releasing)
- 2009: To The Last Man (Raging Stallion Studios)

### Performer
- 2008: Jake Deckard
- 2009: Jackson Wild

### Studio
- 2008: Titan Media
- 2009: Titan Media
- 2010: Titan Media

## Global Branding
- 2009: HotMovies

## Gonzo Director
- 2008: Jules Jordan

## Gonzo Release
- 2010: Pornstar Workout (Elegant Angel)

## Gonzo Series
- 2008: Jack's Playground (Digital Playground)
- 2009: Performers of the Year (Evil Angel)
- 2010: Big Tits Round Asses (Bang Productions)

## Honorary Legal
- 2007: Jeffrey J. Douglas

## Industry Achievement
- 2004: Larry Flynt

## Industry Humanitarian Award
- 2010: Steve Bryson, (OrbitalPay)

## Industry Pioneer
- 2009: Ron Levi (CE Cash)

### Video
- 2010: John Stagliano, (Evil Angel)

### Web
- 2010: Greg Clayman, Chuck Tsiamis (VideoSecrets)

## Innovative Product
- 2004: StatsRemote
- 2005: Members Area System (Mansion Productions LLC)

## Innovative Service
- 2006: ITVN Inc.
- 2007: Adult Who's Who

## Innovative Web Company
- 2010: RedLightCenter.com

## Lifetime Achievement

### Female Performer
- 2008: Marilyn Chambers

### GLBT Movie Production
- 2008: Scarborough

### Industry Contribution
- 2008: Sharon Mitchell
- 2009: Phil Harvey (Adam & Eve)

### Male Performer
- 2008: John Holmes

### Movie Production
- 2008: Gerard Damiano

### Web
- 2008: Joel Hall (Epoch)

## Live Video Chat
- 2006: Video Secrets
- 2007: CamZ.com
- 2008: Video Secrets
- 2009: Video Secrets
- 2010: LiveJasmin.com

## Male Performer
- 2008: Evan Stone
- 2009: Manuel Ferrara
- 2010: James Deen

## Man of the Year
- 2008: Marc Bell (Penthouse)

## Manufacturer
- 2009: The Screaming O

## Marketing
- 2008: Not the Bradys XXX  (All Media Play Inc.)
- 2009: Who’s Nailin’ Paylin?  (Hustler)
- 2010: Throat: A Cautionary Tale (Vivid Entertainment)

## Marketing Campaign (Company)
- 2010: The Screaming O

## MILF Performance of the Year
- 2011: Lisa Ann[5]
- 2012: India Summer[5]
- 2013: Tanya Tate[5]
- 2014: Julia Ann[5]
- 2015: Kendra Lust[5]
- 2016: Kendra Lust[5]
- 2017: Cherie DeVille[5]
- 2018: Brandi Love[5]
- 2019: Bridgette B[5]
- 2020: Bridgette B[5]

## Mobile Company
- 2008: Adult Mobile Solutions
- 2007: Waat Media
- 2010: TopBucks Mobile

## Mobile Solution
- 2006: Adult Mobile Solutions

## Movie
- 2009: Pirates II

## New Starlet
- 2008: Bree Olson
- 2009: Stoya
- 2010: Kagney Linn Karter

## New Studio
- 2010: Sweet Sinner

## New Toy
- 2008: Fun Factory's Delight

## Novelty Company
- 2006: Doc Johnson
- 2007: California Exotic Novelties LLC
- 2008: PHS International

## Online Marketing and Promotion
- 2009: Pussycash

## Outstanding Achievement
- 2008: IMLive
- 2008: PussyCash

## Outstanding Product Quality
- 2008: Python, C++ e Perl

## Parody Release
- 2010: Not the Bradys XXX: Marcia (X-Play / Hustler Video)

## People's Choice
- 2003: Go Fuck Yourself
- 2004: Go Fuck Yourself

### Female Porn Star
- 2010: Teagan Presley

### Best New Starlet
- 2010: Tanner Mayes

### Feature Movie
- 2010: The 8th Day, Adam & Eve

### Gonzo Movie
- 2010: Tori Black is Pretty Filthy, Elegant Angel

### Porn Parody
- 2010: The Office: A XXX Parody, New Sensations

### Porn Site
- 2010: Twistys.com

### Porn Studio
- 2010: Wicked Pictures

### Porn Director
- 2010: Will Ryder

### Web Babe
- 2010: Ariel Rebel

## Pornstar Website
- 2010: Eva Angelina

## Progessive Technology
- 2009: Mansion Productions

## Publicity Stunt
- 2008: "Michael Lucas Found Dead"

## Resource Site
- 2003: Cozy Frog

## Retailer
- 2009: Castle Megastores
- 2010: Hustler Hollywood

## Review Site
- 2006: Rabbits Reviews
- 2005: Honest Porn Reviews

## Sexual Enhancement Product Manufacturer
- 2010: Beamonstar

## Software Company
- 2008: Mansion Productions LLC
- 2009: Too Much Media
- 2010: 2Much.net

## Solution Provider
- 2005: PlayaDRM (PlayaSolutions Inc.)
- 2006: (tie) MPA3 (Mansion Productions LLC)
- 2006: (tie) Next-Generation Affiliate Tracking Software (Too Much Media)

## Special Memorial
- 2009: Frank Cadwell, Joann Cadwell

## Studio
- 2006: Digital Playground
- 2007: Digital Playground
- 2008: Evil Angel
- 2009: Digital Playground
- 2010: Jules Jordan Video

## Toy Manufacturer
- 2010: Pipedream Products

## Traffic Service Company
- 2010: EroAdvertising

## Transexual Performer
- 2010: Wendy Williams

## VOD Company
- 2006: AEBN
- 2007: NakedSword/AEBN
- 2008: Hot Movies
- 2009: AEBN
- 2010: Hot Movies

## Web Babe
- 2008: Sunny Leone
- 2009: Trisha Uptown
- 2010: Jelena Jensen

## Web Community
- 2005: Just Blow Me
- 2006: Go Fuck Yourself
- 2007: Just Blow Me
- 2008: Adult Who's Who

## Web Host
- 2003: Mach10 Hosting
- 2004: Webair
- 2005: Split Inifinity
- 2006: Split Inifinity
- 2007: National Net
- 2008: Webair
- 2009: MojoHost
- 2010: Cavecreek

## Web Retailer
- 2006: Sextoy.com
- 2007: WantedList
- 2008: Adam & Eve
- 2009: Stockroom.com
- 2010: Fleshlight

## Web Show
- 2005: RainMaker

## Woman of the Year
- 2008: Diane Duke (Free Speech Coalition)
- 2009: Lori Z (The Adult Broker)